# انشعاب (توسعه نرم‌افزار)

در مهندسی نرم‌افزار یک پروژه انشعاب هنگامی شکل می‌گیرد که توسعه دهندگان، کد منبعِ نسخه‌ای از یک نرم‌افزار را برداشته و به‌طور مستقل شروع به توسعه جداگانه آن می‌کنند که منجر به ایجاد یک نرم‌افزار متمایز می‌شود.
ممکن است این تغییرات بدون اجازه توسط بخشی از تیم نرم‌افزار انجام شود ولی در نرم‌افزارهایی که پولی هستند، این امر با اجازه توسعه‌دهندگان آن انجام می‌گیرد.